# Claoxylon attenuatum
Claoxylon attenuatum är en törelväxtart som beskrevs av Airy Shaw. Claoxylon attenuatum ingår i släktet Claoxylon och familjen törelväxter. Inga underarter finns listade i Catalogue of Life.